# Douglas Seale
Douglas Seale (* 28. Oktober 1913 in London; † 13. Juni 1999 in New York City) war ein englischer Schauspieler.

## Leben
Douglas Seale wurde 1913 als Sohn von Robert Henry Seale und seiner Frau Margaret Law Seale geboren und in der Rutlish School in Wimbledon, einer Gesamtschule für Jungen, unterrichtet. Er zeigte eine frühe Vorliebe und Fähigkeit für Kunst und besuchte deshalb die Royal Academy of Dramatic Art.
Seales war drei Mal verheiratet und hatte zwei Kinder. Seine Erste Ehe von 1938 bis 1942 hatte er mit Elaine Wodson. Nach der Scheidung heiratete er 1950 Joan Barbara Geary. Diese Ehe hielt bis 1967 und ihr entstammen seine beiden Söhne Jonathan und Timothy. Erst 25 Jahre später heiratete er ein drittes Mal. Die Ehe mit der amerikanische Film-, Fernseh- und Bühnenschauspielerin Louise Troy dauerte nur zwei Jahre, da Louise Troy im Alter von 60 Jahren, am 5. Mai 1994 an Brustkrebs starb.
Douglas Seale starb am 13. Juni 1999 im Alter von 85 Jahren in New York City.

## Karriere
Seale begann seine Schauspielkarriere am Theater, wo er von 1934 bis 1940 spielte. Während des Zweiten Weltkriegs diente er im Royal Corps of Signals. 1946 setzte er seine Schauspieltätigkeit fort und wechselte nach Stratford-upon-Avon zur Royal Shakespeare Company. Er begann Bühnenstücke in Großbritannien und den USA zu inszenieren und auch zu  produzieren. Seinen größten Bühnenerfolg feierte Seale mit Selsdon Mowbray in der Broadway-Produktion 1983 für den er für den Tony Award als bester Hauptdarsteller nominiert wurde.
In Trickfilmen lieferte Seale die Stimme von Krebbs, dem Koala in Bernard und Bianca im Känguruland und zwei Jahre später 1992 den Sultan in Aladdin (1992). Er war in mehreren Filmen zu sehen, darunter der Spielfilm Amadeus, Ghostbusters II und Ein Concierge zum Verlieben. Des Weiteren war er in vielen TV-Serien zu sehen und spielte unter anderem in The Edge of Night, Unglaubliche Geschichten, Agentin mit Herz oder auch Golden Girls. Von 1987 bis 1988 spielte Seale die Rolle von John Clapper, dem Butler für Nick Foley, in der Serie Full House.
1995 lieh er der Figur des Malcolm in dem Spiel Phantasmagoria seine Stimme.

## Filmografie (Auswahl)
- 1937: Once in a Lifetime
- 1939: Bees on the Boat-Deck
- 1949: Trelawny of the Wells
- 1982: The Edge of Night (TV-Serie)
- 1983: Loving
- 1984: Amadeus
- 1985: Die Himmelsstürmer
- 1985: The Lucie Arnaz Show
- 1985: Unglaubliche Geschichten (2 Folgen)
- 1986: A Smoky Mountain Christmas
- 1987: Agentin mit Herz (Folge: Rumors of My Death)
- 1987: The Wizard (TV-Serie)
- 1987: Unser lautes Heim (TV-Serie)
- 1987: Alf Loves a Mystery
- 1987: Im Spiegel lauert der Tod
- 1987–1988: Full House
- 1988: Ernst rettet Weihnachten (Ernest Saves Christmas)
- 1989: Ghostbusters II
- 1989: A More Perfect Union: America Becomes a Nation
- 1989: Golden Girls (2 Folgen)
- 1990: Mr. Destiny
- 1990: Beinahe ein Engel
- 1993: Ein Concierge zum Verlieben
- 1995: Kleine Gangster, grosse Kohle

## Synchronsprecher (englisch)
- 1990: Bernard und Bianca im Känguruland als Krebbs
- 1992: Aladdin als Sultan
- 1994: Aladdin Activity Center als Sultan (Videospiel)
- 1995: Phantasmagoria (Computerspiel) als Malcom